# ファイナルファイト タフ
『ファイナルファイト タフ』 (Final Fight Tough) は、1995年12月22日に日本のカプコンから発売されたスーパーファミコン用ベルトスクロールアクションゲーム。『ファイナルファイト』シリーズの3作目（スーパーファミコン版では4作目）で日本国外版の名称はFinal Fight 3。
後にバーチャルコンソール対応ソフトとして、2009年にWii、2014年にWii U、2016年にNewニンテンドー3DSにてそれぞれ配信された。

## 概要
本作の内容は『ファイナルファイト2』で壊滅したマッドギアの下部組織「スカルクロス」の活動を阻止する事を目的としている。
使用可能なキャラクターはハガーとガイ、そして女刑事ルシアと謎の青年ディーンが新たに加わり、従来の3人から4人に増加した。
本作固有のシステムとしては「AUTO 2P」が導入され、1人プレイ時でもCPUが2Pを操作する2人同時プレイが可能となった。また、ステージ分岐の要素も追加された。

## システム
十字キーと攻撃ボタンとジャンプボタンを使った操作は基本的に前作までと同じ。アイテム取得の操作も同様。
本作ではプレイヤーキャラクターには画面上部にある「体力ゲージ」の他に画面下部に「スーパーメガクラッシュゲージ」が追加された。このゲージが満タンの時に特定のコマンドを入力すると「スーパーメガクラッシュ」が使用可能になる。「スーパーメガクラッシュゲージ」は主に攻撃を敵に当てることで蓄積され、満タンになるまでの間はいかなる状況であっても減少することはない。しかし満タンになった後は「スーパーメガクラッシュ」を発動させる、もしくは一定時間以内に「スーパーメガクラッシュ」を発動しないと初期状態に戻ってしまう。またルシア以外のプレイヤーキャラクターの「スーパーメガクラッシュ」は掴み系であるため、掴みができない敵キャラクターに対しては使用ができない。
前作までは無かったシステムとして「ランニングダッシュ」が可能。この状態ではダッシュ攻撃ができ、ガイとルシアは連続攻撃を出せる。また「振り向かずに後退」の操作中に「バックステップ」ができる。
そのほか、正面から相手を掴めるのみならず、相手の背後に近づいて「後ろ掴み」が可能になった。また、相手を掴んでいる時には掴む方向を変更できる。さらに「後ろ掴み」時に攻撃すると通常の掴み技や投げ技とは違う技を出せる。
前作まではプレイヤーキャラクター同士には当たり判定があったが、本作はオプションにてプレイヤーキャラクター同士の当たり判定の有無を選択可能になった。

## アイテム
回復アイテム
本作では体力が満タンでなくても、得点も一緒に入るようになった。
- ほぼ100%回復（10,000点）- 原始肉
- 約50%回復（5,000点）- カレーライス、中華まん、チキン
- 約25%回復（3,000点）- フライドポテト、ホットドッグ、板チョコ
- 約10%回復（1,000点）- 棒付きキャンディー、サンドウィッチ、瓶入りコーラ

得点アイテム
プレイヤーの残り人数は得点が10万点、20万点、50万点、100万点に達すると1人増える。
- 10,000点 - ダイヤモンド、ゴールドバー
- 5,000点 - ネックレス、コイン
- 3,000点 - ドル袋、懐中時計
- 1,000点 - 花束、サングラス、ライター

武器アイテム
プレイヤーキャラクターによって得意武器が設定されていて、それを拾うと武器を使った連続攻撃ができる。ハンマーだけは使い捨ての飛び道具。
- ヌンチャク - リーチが短いが攻撃力は高い。ガイの得意武器。
- 鉄パイプ - リーチが長い。ハガーの得意武器。
- 警棒 - 攻撃の隙が少ない。ルシアの得意武器。
- ハンマー - 敵に投げつけてダメージを与える。ディーンの得意武器で、彼が使うとハンマーに電撃を纏い、攻撃力が上がる。

特殊アイテム
- モビちゃん - 残り人数が1人増える。
- 弥七 - 一定時間無敵となる。

## ストーリー
ハガーたちの活躍によりマッドギアは壊滅して、メトロシティも一見すると平和に見えた。マッドギア規模の組織が無くなったのも事実だが、悪党を統率する存在も無くなり、次第に街が乱れ始めていたのも事実であった。その中でも、最近になって急速に力をつけてきたマッドギアの元下部組織スカルクロスの存在は、再び市民を不安と恐怖に陥れようとした。そんな中ハガーの元に、長年の修行から帰ってきたガイから連絡があった。ハガーとガイが話している最中、突如スカルクロスの一団が留置所を襲撃する。ガイとハガーは連絡に来たルシアと共に、自らスカルクロスの元まで案内するという謎の青年ディーンを連れて、新たな戦いに挑む。

## ステージ構成
- ラウンド1

警察署→留置場→警察署外部と進む。ボスはデイブ。
- ラウンド2

街→分岐があり、ルート1「ドアを壊して、店内でボスと戦う」か、ルート2「金網を破って、公園でボスと戦う」のどちらかを選ぶ。どちらに進んでも途中で回復アイテムが出るが、ルート1の「店内」だと回復量の多い原始肉などが出現する確率が高い。ボスはコールマン。
- ラウンド3

ショーウィンドウ前→分岐があり、ルート1「バス停を壊し、バスに乗らずにステージクリア」か、ルート2「バスに乗って、廃墟に行ってケインと戦う」のどちらかを選ぶ。なお、この分岐によりエンディング時のディーンの台詞が変わる。
- ラウンド4

ラウンド3の分岐でルートが変わる。
- ルート1

港→船と進む。船は船上を通るルートと、船内を通るルートとがある。この場合ボスはドレイク。その後でボーナスステージに進める。
- ルート2

中華街→ビル屋上→中華料理店→厨房と進む。この場合ボスはウォン。
- ラウンド5

ラウンド3の分岐でルートが変わる。
ルート1
地下水路→地下→工場と進む。分岐点が2つもあるので、パターンが多くなる。
- 分岐点1 - 「地下水路付近を登って、ラウンド4のルート2の中華街に行ってウォンを倒した後、ラウンド5の地下に行く」か、「地下水路付近を登らずに通り、そのまま地下に行く」かを選ぶ。
- 分岐点2 - 「地下にある2つ目の扉に入って、工場のコンピュータを全て壊してステージクリア」か、「コンピュータを残して先に進み、ストレイと戦った後でボーナスステージに行く」かを選ぶ。

ルート2
地下→工場と進む。分岐はルート1の分岐点2と同じ。
- ラウンド6

ビル前→ビル内→エレベーター→ビル内→ビル屋上（ヘリポート）と進む。1階ビル内の扉は、破壊して室内に入ることが可能。ボスはブラック。

## キャラクター

### 使用キャラクター
ガイ（GUY）
パンチの振りが速く、歩くスピードも早いため、扱いやすい。パンチのリーチが短いが、コマンド技でフォローできる。本作ではコマンド技で発勁を使用する。
マイク・ハガー（MIKE HAGGAR）
パンチのリーチが長いが、振りが遅い。つかみ技の性能は良いが、歩くスピードが遅いため、すばやい敵はつかみづらい。
ルシア（LUCIA）
メトロシティ市警の特殊犯罪科に所属する敏腕女性刑事。かつて汚職事件に関わったときにハガーと知り合い、それ以後は良き友人関係となっている。
リーチが短いのが欠点で、ダークやリック、ケインなどリーチの長い相手に対して不利。だがコマンド技の攻撃力は高い。
ディーン（DEAN）
元ストリートファイター。スカルクロスに異常なまでに復讐心を燃やす謎の青年。その理由はスカルクロスからの勧誘話を蹴ったとき、家族の命を奪われたからであった（常に家族の写真を持ち歩いている）。
エンディングでの台詞が2通りあり、ラウンド3の分岐の進め方で決まる。
パンチのリーチが長く、電撃を放つ攻撃は強力。だが敵を遠くに投げる投げ技がなく、歩くスピードも遅い。

### スカルクロス
元マッドギアの下部組織。マッドギア壊滅後、本格的にメトロシティで犯罪活動を始める。

#### 雑魚キャラクター
本作では、各々の雑魚キャラクターに複数のカラーが存在する。
G（ジー）、ジョニー（JOHNNY）
小柄な体格のキャラクター。リーゼントヘアーがG、帽子とサングラスを着用しているのがジョニー。雑魚敵の中で最弱。
ビリー（BILLY）、レイ（RAY）
上半身裸にサスペンダーの格好をした男。モヒカンヘアーがビリー、ヘアバンドを付けているのがレイ。歩くスピードが早く、すばやく近づいてパンチを繰り出してくる。パンチを喰らうと長時間仰け反ってしまうため、連続で攻撃を受けやすい。
ダーク（DIRK）、リック（RICK）
プレイヤーと一定距離を保ちつつ、両手に付けた鉤爪で攻撃してくる長身の男。バンダナを付けているのがダーク、ゴーグルを付けているのがリック。雑魚の中でもリーチ・攻撃速度・動きの速さに優れており、間合いを取って攻撃してくる。いきなり突進してくる技もある。
ファットジャック（FAT JACK）、アービー（ARBY）
突進や張り手で攻撃してくる肥満男。モヒカンヘアーがファットジャック、バンダナを付けたヒゲ面がアービー。距離を取っての突進攻撃を得意としており、出現後は必ず直後に突進する。動きが鈍いものの、攻撃力と耐久力が高め。
メイ（MAY）
レオタードとタイツを身に纏った女性。手に付けているナイフで攻撃したり、こちらの攻撃をバック転で回避する他、投げ技のフランケンシュタイナーも使ってくる。その投げ間合いは非常に広い。
ハンター（HUNTER）
仮面を付けて、野球のユニフォームを着た男。動きは遅いが、たまに繰り出すバット攻撃の威力が非常に高い。
ジョー（JOE）
パンク・ファッションの格好をした小男。非常に素早い上に攻撃力が高く、前転などで後ろに回り込んでくる他、金的攻撃やプレイヤーキャラクターに抱きついて噛み付く技も使う。
フリッツ（FRITZ）
ヘルメットを被った兵隊風の小男。手榴弾を投げてくる。耐久力が極めて低く、どんな攻撃でも一発当てれば倒せる。
アンドレ（ANDORE）
前作まではパンチを当ててからつかんでくるが、今作ではいきなりつかんでくるようになった。パイルドライバーが強力。今作では家族が登場しない。

#### ボスキャラクター
デイブ（DAVE）
ラウンド1のボス。制帽を被っているが、上半身はランニングシャツの警察官。スカルクロスの忠実な下僕。得意技はトンファー攻撃とヒップアタック。
コールマン（CALLMAN）
ラウンド2のボス。スキンヘッドのバウンサーで、スカルクロスの中堅幹部。街の情報収集が主な任務だが、ストリートファイトの腕前も相当なもの。通常は彼とは屋外で戦うが、条件を満たすと彼の店の中で戦うことになる。ショルダータックルやステップからの投げ技を得意としている。
ケイン（CAINE）
廃墟ラウンドのボス。エンジニアの格好をした猫背の大男。凶暴な性格で、壊し屋の異名を持つ。手に持ったスパナが武器。場合によっては登場しない。
ドレイク（DRAKE）
港ラウンドのボス。船乗りの風貌をした巨漢。武器密売船の船長を務めている。鎖の付いた錨が武器で、画面外にジャンプしてヒップアタックを繰り出すことがある。場合によっては登場しない。
ウォン（WONG）
中華街ラウンドのボス。武僧の格好をした辮髪の男。大きな数珠を手にしているが、得意技はローリングアタックとショルダータックル。場合によっては登場しない。
ストレイ（STRAY）
工場ラウンドのボス。コートを着たサングラスの男。棘付きのメリケンサックで攻撃してくる他、こちらの攻撃をガードしたりもする。場合によっては登場しない。
ブラック（BLACK）
スカルクロスの首領で本作の最終ボス。片目に眼帯を掛け、ベレー帽を被った軍人。登場時は軍服を身に纏っているが、戦う際は筋肉で破り脱ぐ。手に持った鞭を振り回す、ナイフを投げる、体を回転させて体当たりをする、手から発勁を当ててくるなど多くの攻撃方法を持つ。最後は発電機に当たり、感電する。

## 移植版
| No. | タイトル                             | 発売日                                  | 対応機種           | 開発元   | 発売元   | メディア                              | 型式 | 備考 | 出典              |
| --- | ------------------------------------ | --------------------------------------- | ------------------ | -------- | -------- | ------------------------------------- | ---- | ---- | ----------------- |
| 1   | ファイナルファイト タフ Final Fight3 | 2009年12月8日 2010年1月4日 2010年2月5日 | Wii                | カプコン | カプコン | ダウンロード （バーチャルコンソール） | -    |      | [ 2 ]             |
| 2   | Final Fight3 ファイナルファイト タフ | 2013年10月3日 2014年10月29日            | Wii U              | カプコン | カプコン | ダウンロード （バーチャルコンソール） | -    |      | [ 3 ] [ 4 ]       |
| 3   | ファイナルファイト タフ              | 2016年11月21日                          | Newニンテンドー3DS | カプコン | カプコン | ダウンロード （バーチャルコンソール） | -    |      | [ 5 ] [ 6 ] [ 7 ] |

## スタッフ
開発はカプコンが行い、プロデューサーは『超魔界村』（1991年）を手掛けた藤原得郎、音楽はスーパーファミコン用ソフト『サイバリオン』（1992年）を手掛けた北嶋克成が担当している。

## 評価
ゲーム誌『ファミ通』の「クロスレビュー」では、6・6・6・6の合計24点（満40点）、『ファミリーコンピュータMagazine』の読者投票による「ゲーム通信簿」での評価は以下の通り、21.2点（満30点）となっている。
| 項目 | キャラクタ | 音楽 | お買得度 | 操作性 | 熱中度 | オリジナリティ | 総合 |
| 得点 | 3.9        | 3.4  | 3.3      | 3.7    | 3.7    | 3.3            | 21.2 |